# Communauté de communes de Domme-Villefranche du Périgord
La communauté de communes de Domme-Villefranche du Périgord est une structure intercommunale française située dans le département de la Dordogne, en région Nouvelle-Aquitaine. Elle prend effet le 1er janvier 2014.

## Histoire
La création de la communauté de communes de Domme-Villefranche du Périgord a été actée par l'arrêté préfectoral no 2013149-0007 du 29 mai 2013.
Effective le 1er janvier 2014, elle est issue de la fusion de la communauté de communes du Canton de Domme et de la communauté de communes du Pays du Châtaignier. Ce nouvel ensemble comprend 23 communes, soit une population municipale de 8 968 habitants au recensement de 2011, sur un territoire de 376,61 km2.

## Administration
| Période                                  | Période       | Identité               | Étiquette | Qualité |
| ---------------------------------------- | ------------- | ---------------------- | --------- | --- |
| Les données manquantes sont à compléter. |               |                        |           | |
| janvier 2014                             | avril 2014    | Germinal Peiro         | PS        | Maire de Castelnaud-la-Chapelle (1983-2014) Conseiller général du canton de Domme (1988-2015) Député (1997-2017) |
| avril 2014                               | décembre 2017 | Thomas Michel          | DVG       | Maire de Saint-Pompon (2008-2020)                                                                                |
| janvier 2018                             | En cours      | Jean-Claude Cassagnole | DVG       | Maire de Domme (depuis 2014)                                                                                     |

## Territoire communautaire

### Géographie physique
Située au sud-est  du département de la Dordogne, la communauté de communes de Domme-Villefranche du Périgord regroupe 23 communes et présente une superficie de 376,6 km2.

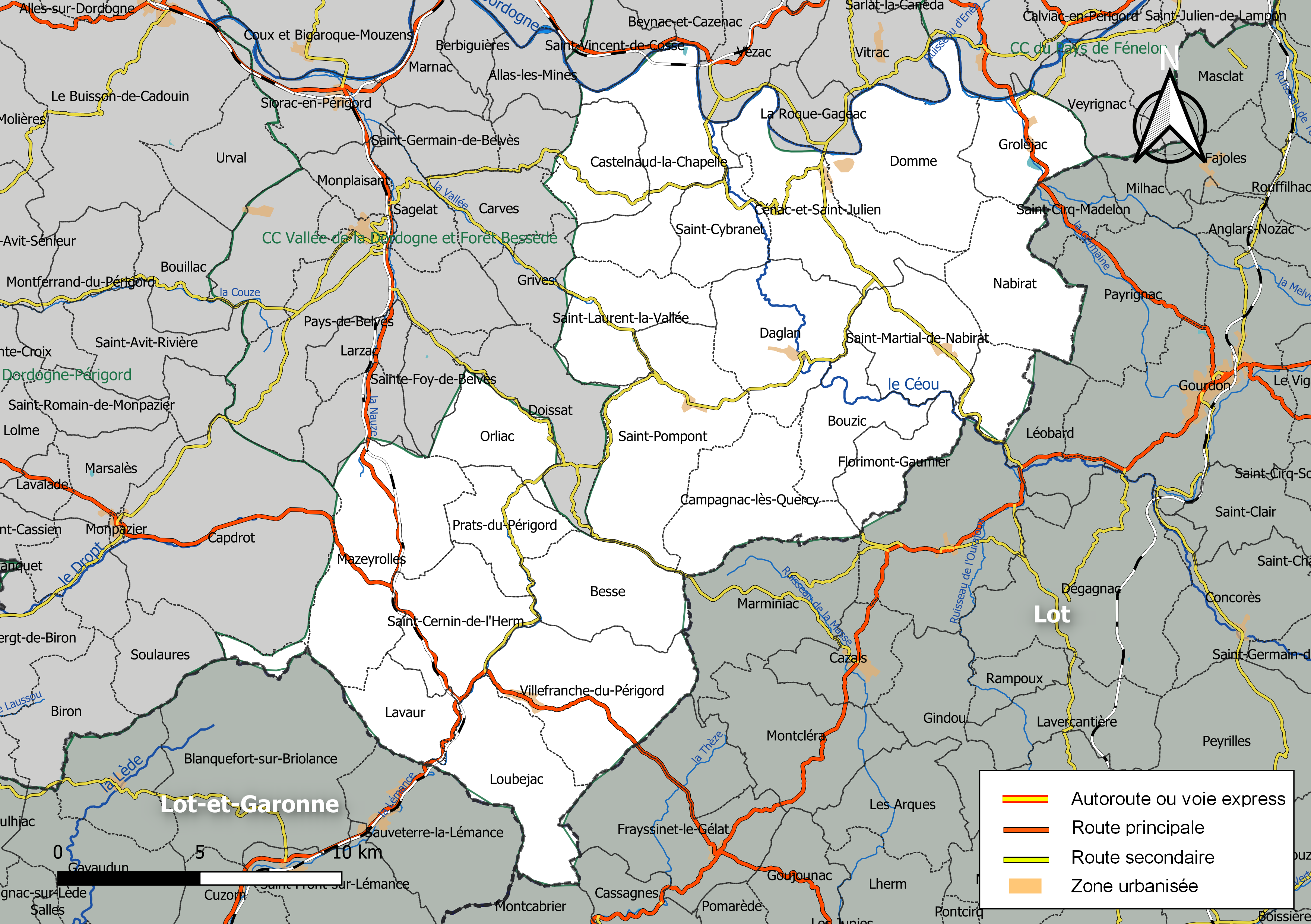
Carte de la communauté de communes de Domme-Villefranche du Périgord au 1er janvier 2019.

### Composition

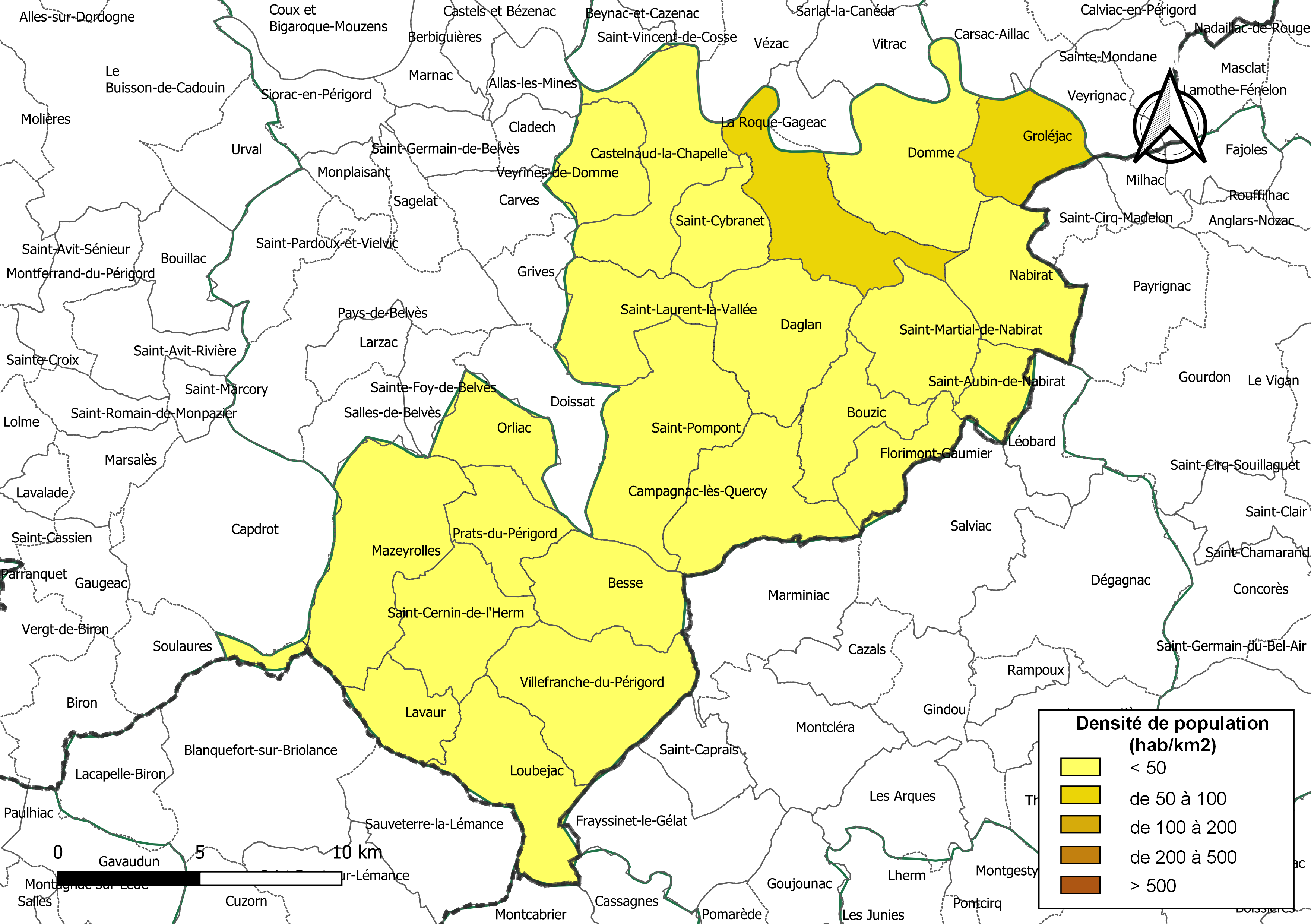
Carte des densités de population (millésimée 2016) des communes de la communauté de communes de Domme-Villefranche du Périgord. Composition en communes au 1er janvier 2019.

La communauté de communes est composée des 23 communes suivantes :

| Nom                              | Code Insee | Gentilé          | Superficie (km2) | Population (dernière pop. légale) | Densité (hab./km2) |
| -------------------------------- | ---------- | ---------------- | ---------------- | --------------------------------- | ------------------ |
| Saint-Martial-de-Nabirat (siège) | 24450      | Saint-Martialais | 15,57            | 578 (2022)                        | 37                 |
| Besse                            | 24039      | Bessois          | 16,2             | 153 (2022)                        | 9,4                |
| Bouzic                           | 24063      | Bouzicois        | 11,76            | 154 (2022)                        | 13                 |
| Campagnac-lès-Quercy             | 24075      | Campagnacois     | 19,67            | 324 (2022)                        | 16                 |
| Castelnaud-la-Chapelle           | 24086      | Castelnaudéziens | 20,88            | 449 (2022)                        | 22                 |
| Cénac-et-Saint-Julien            | 24091      | Cenacois         | 19,87            | 1 189 (2022)                      | 60                 |
| Daglan                           | 24150      | Daglanais        | 19,96            | 556 (2022)                        | 28                 |
| Domme                            | 24152      | Dommois          | 24,91            | 901 (2022)                        | 36                 |
| Florimont-Gaumier                | 24184      | Florimontois     | 9,05             | 163 (2022)                        | 18                 |
| Groléjac                         | 24207      | Groléjacois      | 12,28            | 675 (2022)                        | 55                 |
| Lavaur                           | 24232      | Vauréens         | 9                | 81 (2022)                         | 9                  |
| Loubejac                         | 24245      | Loubéjacois      | 18,55            | 256 (2022)                        | 14                 |
| Mazeyrolles                      | 24263      | Mazeyrollais     | 29,65            | 305 (2022)                        | 10                 |
| Nabirat                          | 24300      | Nabiracois       | 16,25            | 350 (2022)                        | 22                 |
| Orliac                           | 24313      | Orliacois        | 10,54            | 45 (2022)                         | 4,3                |
| Prats-du-Périgord                | 24337      | Pradois          | 10,99            | 144 (2022)                        | 13                 |
| Saint-Aubin-de-Nabirat           | 24375      | Saint-Albinois   | 6,49             | 157 (2022)                        | 24                 |
| Saint-Cernin-de-l'Herm           | 24386      | Cerninois        | 16,25            | 195 (2022)                        | 12                 |
| Saint-Cybranet                   | 24395      |                  | 10,33            | 373 (2022)                        | 36                 |
| Saint-Laurent-la-Vallée          | 24438      | Saint-Laurentais | 15,07            | 235 (2022)                        | 16                 |
| Saint-Pompon                     | 24488      | Saint-Pomponnais | 27,4             | 363 (2022)                        | 13                 |
| Veyrines-de-Domme                | 24575      | Veyrinois        | 11,44            | 235 (2022)                        | 21                 |
| Villefranche-du-Périgord         | 24585      | Villefranchois   | 24,5             | 671 (2022)                        | 27                 |

### Démographie
Le tableau et le graphique ci-dessous correspondent au périmètre actuel de la communauté de communes de Domme-Villefranche du Périgord, qui n'a été créée qu'en 2014.
| 1968  | 1975  | 1982  | 1990  | 1999  | 2008  | 2013  | 2019  |
| ----- | ----- | ----- | ----- | ----- | ----- | ----- | ----- |
| 8 793 | 8 439 | 8 307 | 8 412 | 8 431 | 8 990 | 8 852 | 8 523 |

## Représentation
À partir du renouvellement des conseils municipaux de mars 2014, le nombre de délégués siégeant au conseil communautaire est le suivant : 17 communes disposent d'un siège. Les communes plus peuplées en ont plus (deux pour Daglan, Groléjac et Saint-Martial-de-Nabirat ; trois pour Villefranche-du-Périgord ; quatre pour Domme et cinq pour Cénac-et-Saint-Julien), ce qui fait un total de 35 conseillers communautaires.
Au renouvellement des conseils municipaux de mars 2020, le conseil communautaire de la communauté de communes se compose de 35 délégués représentant chacune des communes membres et élus pour une durée de six ans.
Ils sont répartis comme suit :
| Nombre de délégués | Communes                                                           |
| ------------------ | ------------------------------------------------------------------ |
| 5                  | Cénac-et-Saint-Julien                                              |
| 3                  | Domme, Villefranche-du-Périgord                                    |
| 2                  | Castelnaud-la-Chapelle, Daglan, Groléjac, Saint-Martial-de-Nabirat |
| 1                  | chacune des 16 autres communes                                     |